# Port d'Itaqui
Le port d'Itaqui, ou porto do Itaqui en portugais, est un port maritime brésilien, situé non loin de la ville de São Luís, capitale de l'État du Maranhão.
Il s'agit du 2e port le plus profond du monde, après celui de Rotterdam aux Pays-Bas, avec un chenal profond de 26 mètres à marée basse. Il sert notamment à écouler la production industrielle et minière en provenance de la serra dos Carajás, activité menée principalement par la société Companhia Vale qui extrait du minerai de fer. Le terminal minéralier s'appelle le Terminal Marítimo de Ponta da Madeira.